# Стромболи
Стрòмболи (на италиански: Stromboli) е активен вулкан и едноименен остров в Италия. Населението на острова е около 500 души. Понякога е наричан „Фарът на Средиземноморието“, поради постоянната му вулканична активност.
След дълга вулканична дейност е образувал малък остров, разположен в Тиренско море, на север – от остров Сицилия. Височината му достига 924 m.
Представлява стратовулкан с диаметър 5 km. Изграден е от трахити, латити и андезити. Започнал е да се формира в плиоцена като подводен, а по-късно в плейстоцена и холоцена – като наземен вулкан.
Сега неговият връх е разрушен, но кратерът с 5 гърла е активен. Северозападната стена на кратера е разрушена и лавата се излива в морето. Вулканът е постоянно активен през последните 2000 г. и изхвърля вулканични бомби на интервали от няколко минути до няколко часа.